# Toast (Film)
Toast ist eine britische Tragikomödie von S.J. Clarkson aus dem Jahr 2010. Das Drehbuch schrieb Lee Hall nach einem autobiographischen Roman des bekannten englischen Kochbuchautors Nigel Slater aus dem Jahr 2004.
Freddie Highmore spielt den fünfzehnjährigen Nigel Slater, Helena Bonham Carter seine Stiefmutter und Ken Stott seinen Vater. Der Fernsehfilm lief am 30. Dezember 2010 im 1. Programm der BBC und wurde 2011 bei der Berlinale in einer Galaaufführung gezeigt. Am 11. August 2011 lief der Film dann in den deutschen Kinos an.

## Handlung
Nigel Slater interessiert sich sehr fürs Kochen und liest gerne unter der Bettdecke Kochbücher. Seine chronisch asthmakranke Mutter ist an der Zubereitung von Speisen nicht sehr interessiert und bekommt gerade mal einen Toast hin. Während sich ihre Krankheit verschlimmert, wird das Verhältnis von Vater und Sohn auch immer schlechter.
Als Nigels Mutter an ihrer schweren Krankheit stirbt, beginnt sein Vater abends mit der verheirateten Putzfrau Joan Potter auszugehen. Sie ist eine wunderbare Köchin und bezaubert Mr. Slater mit ihrer grandiosen Zitronen-Baiser-Torte. Die beiden beginnen eine Beziehung und ziehen bald zusammen mit Nigel aufs Land. Der Junge mag die neue Lebenspartnerin seines Vaters überhaupt nicht, obwohl er ihren Apfelkuchen sehr schätzt.
Nigel findet Trost in den Hauswirtschaftsstunden seiner Schule und benutzt seine immer besser werdenden Kochkünste, um die Aufmerksamkeit seines Vaters zu bekommen – was natürlich Mrs. Potter überhaupt nicht gefällt. Es entbrennt zwischen den beiden ein „Kochkrieg“ um die Liebe von Nigels Vater. Mr. Slater legt wegen des guten Essens immer mehr an Gewicht zu und wird auch immer reizbarer. Nigel nimmt einen Job als Koch im Pub des Dorfs an, um Mrs. Potter aus dem Weg zu gehen und verliebt sich in den Sohn der Pub-Besitzer. Diese Liebe endet abrupt, als der das Dorf verlässt.
Als Mr. Slater wegen des guten Essens von Mrs. Potter an einem Herzanfall stirbt, hält Nigel nichts mehr, und er packt seine Koffer, um nach London zu gehen. Als Nigel sich aufmacht, bedankt er sich bei der Verabschiedung von der verblüfften Mrs. Potter. In London angekommen erhält Nigel ein Angebot, in der Küche des Savoy Hotels anzufangen.

## Kritiken
„Solide inszenierte Komödie […], die sich vor dem Hintergrund des Klassenkonflikts zwischen Proletariat und Kleinbürgertum als Drama eines sich ungeliebt fühlenden Kindes entfaltet. Während der Film nostalgisch das „Good Old England“ der 1960er Jahre beschwört, krankt er an der wenig stimmigen Figurenzeichnung. Dank einer hinreißenden Darstellerin wird so die „böse“ Stiefmutter zum Herzstück des Films.“